# Musée national de l'agriculture d'Azerbaïdjan
Le Musée national de l'agriculture d'Azerbaïdjan présente l'histoire du développement agricole en Azerbaïdjan et reflète son état actuel.

## Histoire
Le musée national de l'agriculture d'Azerbaïdjan a été créé en 1924.
Le musée présente plus de 10 000 expositions et décrit principalement des outils agricoles, à la fois traditionnels et modernes, et des modèles de moissonneuses-batteuses. L'exposition du musée couvre divers domaines de l'agriculture: la culture, l'élevage et l'horticulture. Diverses expositions sont consacrées à l'ethnographie: des documents et des photos ainsi que des installations reflétant le mode de vie rural traditionnel.
Il y a un ancien moulin à main pour moudre la farine qui a plus de 100 ans et une lampe à huile du même âge, une pierre pour l'extraction du jus de raisin, des cruches en céramique pour le battage du lait et la production de beurre et des étriers, des selles.
Il y a deux cartes dans le musée qui ont été brodées avec des fils de soie et l'autre a été faite de grains de blé, de lentilles et de cresson.
Les guides du musée portent des vêtements nationaux azerbaïdjanais et de la musique traditionnelle est jouée dans les salles du musée.
Le musée propose régulièrement des projections de films documentaires et des conférences, et organise des expositions itinérantes. Le Musée national de l'agriculture d'Azerbaïdjan est particulièrement populaire parmi les étudiants de divers établissements d'enseignement pour lesquels des visites thématiques spéciales et des cours sont organisés, où ils peuvent découvrir les étapes de développement de l'agriculture en Azerbaïdjan. Le musée est intéressant pour les enfants et les adultes.  